# Waleri Wiktorowitsch Nikulin
Waleri Wiktorowitsch Nikulin (russisch Валерий Викторович Никулин; * 16. März 1969 in Tscheljabinsk, Russische SFSR) ist ein ehemaliger russischer Eishockeyspieler, der in seiner aktiven Zeit von 1989 bis 2007 unter anderem Russischer Meister mit dem HK Metallurg Magnitogorsk wurde.

## Karriere
Waleri Nikulin begann seine Karriere als Eishockeyspieler in seiner Heimatstadt beim HK Traktor Tscheljabinsk, für dessen Profimannschaft er von 1989 bis 1995 in der höchsten sowjetischen, sowie anschließend russischen Spielklasse aktiv war. Anschließend wechselte der Verteidiger zu dessen Ligarivalen HK Metallurg Magnitogorsk, für den er in den folgenden sieben Spielzeiten fast ausschließlich spielte. Einzig während der Saison 1996/97 lief er in 13 Spielen noch einmal für den HK Traktor Tscheljabinsk auf. Mit Metallurg gewann er 1999 und 2001 jeweils die russische Meisterschaft, sowie auf europäischer Ebene 1999 und 2000 die European Hockey League. In der Saison 1997/98 scheiterte der Linksschütze mit dem Team aus der Oblast Tscheljabinsk erst im Playoff-Finale an Ak Bars Kasan und setzte sich im Pokalfinale mit seiner Mannschaft gegen den HK Dynamo Moskau durch.
Im Sommer 2002 unterschrieb Nikulin einen Vertrag beim HK Metschel Tscheljabinsk, mit dem er am Saisonende in die zweitklassige Wysschaja Liga abstieg. In dieser verbrachte der Russe die folgenden beiden Spielzeiten, ehe er zur Saison 2005/06 zu Kasachmys Karaganda wechselte. Mit den Kasachen gewann er in dieser Spielzeit sowohl die Meisterschaft, als auch den Pokalwettbewerb. Als der Club anschließend nach Sätbajew umgesiedelt wurde, kam Nikulin nur noch in dessen zweiter Mannschaft in der Perwaja Liga, der dritten russischen Spielklasse, zum Einsatz, wo er 2007 seine Karriere im Alter von 38 Jahren beendete.

## Erfolge und Auszeichnungen
- 1998 Russischer Vizemeister mit dem HK Metallurg Magnitogorsk
- 1998 Russischer Pokalsieger mit dem HK Metallurg Magnitogorsk
- 1999 Russischer Meister mit dem HK Metallurg Magnitogorsk
- 1999 European-Hockey-League-Gewinn mit dem HK Metallurg Magnitogorsk
- 2000 European-Hockey-League-Gewinn mit dem HK Metallurg Magnitogorsk
- 2001 Russischer Meister mit dem HK Metallurg Magnitogorsk
- 2004 Beste Plus/Minus-Bilanz in den Wysschaja-Liga-Playoffs
- 2006 Kasachischer Meister mit Kasachmys Karaganda
- 2006 Kasachischer Pokalsieger mit Kasachmys Karaganda